# 格利泽176b
格利泽176b是一颗位于金牛座、距离地球约31光年的系外行星。该行星属于超级地球，其母星为红矮星格利泽176(也被称为HD 285968)。
关于该行星的最初研究报告中混淆了行星的周期性和恒星的周期性（其自转周期为40地球日），由此得出的轨道周期为10.24地球日，质量下限为25M⊕。后期的研究则排除了恒星自转的影响，得出了更精确的行星轨道参数和质量下限。
该行星位于其母星的内磁层中。其表面温度可能达到了一个“热平衡”值，即450K。科学家预计该行星拥有一颗岩石内核，如果其轨道倾角在正常范围，则其质量可能更大，可能就会含有一层类似于天王星或格利泽436b的气体壳层。